# Пернамбуканське повстання
Пернамбуканське повстання (порт. Insurreição Pernambucana) або Війна божественого світла (порт. Guerra da Luz Divina) — повстання у 1645—1654 роках переважно на території провінції Пернамбуку проти влади Голландської Вест-Індської компанії в Бразилії, що привело до остаточного витіснення голландців з Північного сходу. Під час руху прославилися такі діячі, як цукрові барони Андре Відал ді Негрейрус і Жуан Фернандіс Вієйра, негр Енрікі Діас та індіанець Феліпе Камаран.

## Ресурси Інтернету
- Insurreição Pernambucana [Архівовано 13 квітня 2010 у Wayback Machine.] Mundo Educação
- A Insurreição Pernambucana Historia do Rio Grande do Norte